# チシマシギ
チシマシギ（千島鴫、学名： Calidris ptilocnemis）は、チドリ目シギ科に分類される鳥類の一種である。

## 分布
チュコト半島、アラスカ西部、アリューシャン列島で繁殖し、冬季は北アメリカ西海岸、千島列島に渡り越冬する。シギ類としては分布域の狭い種である。
日本では、冬鳥として主に本州の中部以北の太平洋側に少数飛来する。

## 形態
体長約22cm。翼開長は約43cm。成鳥冬羽は頭部から頸、胸、体上面は黒灰色。翼下面と腹は白い。夏羽は体上面は赤褐色がかる。嘴は黒色で、脚は黄緑色である。
雌雄同色である。

## 生態
越冬地では、主に岩礁の多い海岸に生息する。
食性は動物食。岩場を歩き回りながら貝類や甲殻類を採食する。
繁殖形態は卵生。

## 保全状態評価
- LEAST CONCERN (IUCN Red List Ver. 3.1 (2001))
- 情報不足（DD）（環境省レッドリスト）